# Barney Williams
Pour les articles homonymes, voir Williams.
Guillermo Barney Williams, né le 13 mars 1977 à San Martín de los Andes (Argentine), est un rameur canadien.
Il obtient la médaille d'argent olympique en quatre sans barreur en 2004 à Athènes.
Il est marié à la rameuse canadienne Buffy-Lynne Alexander-Williams.